# Crow Dog
Crow Dog (cunoscut și sub numele Kȟaŋǧí Šúŋka și Jerome Crow Dog; n. 1833 – d. august 1912, Rosebud Indian Reservation⁠(d), Dakota de Sud, SUA) a fost o subcăpetenie Brulé Lakota din Horse Stealing Creek, Teritoriul Montana⁠(d).

## Biografie
Acesta a fost nepotul fostei căpetenii Conquering Bear⁠(d), ucis în 1854 într-un incident cunoscut sub numele de Masacrul Grattan⁠(d). A fost străbunicul lui Leonard Crow Dog⁠(d) (1942–2021), un practicant al medicinei pe bază de plante, lider în cadrul ceremoniilor Dansul soarelui și susținător al conservării tradițiilor poporului Lakota.
Tradiționalist, Crow Dog a fost unul dintre liderii care au contribuit la popularizarea mișcării religioase Dansul spiritelor⁠(d). A avertizat mai mulți adepți să evite marea adunare a triburilor din 1890 după ce a avut o viziune, iar aceștia nu au căzut victime în masacrului de la Wounded Knee.

## Procesul de crimă
Pe 5 august 1881, după o lungă discordie, acesta l-a împușcat pe Spotted Tail în Rezervația indiană Rosebud⁠(d). A fost convocat un mare juriu⁠(d), iar Crow Dog a fost judecat la tribunalul din Deadwood, Dakota de Sud și condamnat la moarte, urmând să fie executat pe 14 ianuarie 1884. Acesta a fost încarcerat în Deadwood pe parcursul apelurilor. Potrivit lucrării Bury My Heart at Wounded Knee⁠(d) a istoricului Dee Brown⁠(d), judecătorii albi au considerat că cei doi s-au certat pentru o femeie, dar prietenii lui Spotted Tail au declarat că Crow Dog a planificat această crimă pentru a prelua rolul de căpetenie.
În 1883, documentele de habeas corpus și certiorari⁠(d) au fost depuse în numele său de către avocați care s-au oferit să-l reprezinte pro bono; cazul său - Ex parte Crow Dog⁠(d) - a fost susținut în noiembrie 1883 în fața Curții Supreme a Statelor Unite. La 17 decembrie 1883, curtea a hotărât printr-o decizie unanimă că, potrivit prevederilor Tratatului de la Fort Laramie semnat la 29 aprilie 1868 și aprobat de Congres la 28 februarie 1877, tribunalul din teritoriul Dakota nu avea jurisdicție asupra rezervația Rosebud și în cele din urmă și-a anulat sentința. Această decizia a citat o hotărâre anterioară a Curții Supreme în cazul Worcester v. Georgia⁠(d) 31 US (6 Pet.) 515 (1832), un proces deschis de tribul Cherokee împotriva statului Georgia, în care instanța a decis că amerindienii au dreptul la protecție federală în fața acțiunilor guvernelor regionale, care încalcă suveranitatea tribului.

## Finalul vieții
După proces, Crow Dog s-a întors în rezervația indiană Rosebud, unde a locuit până la moartea sa în august 1912.